# Machimus modestus
Machimus modestus là một loài ruồi trong họ Asilidae. Machimus modestus được Loew miêu tả năm 1849. Loài này phân bố ở vùng Cổ Bắc giới.